# Núria Añó
Núria Añó (katalanska: [ˈnuɾiə əˈɲo], spanska: [ˈnuɾja aˈɲo]; född 1973 i Lleida, Katalonien, Spanien, är en katalansk författare, översättare och talare på konferenser och symposier, där hon berättar om litterärt skapande och om författare som Elfriede Jelinek, Patricia Highsmith, Salka Viertel, Franz Werfel, Karen Blixen och Alexandre Dumas den yngre. 
Añó började skriva berättelser tidigt i sitt liv, och publicerade sin första berättelse 1990. Därefter har några av hennes noveller publicerats i antologiböcker. 1996 tilldelades hon det 18:e City of Almenara Joan Fuster Prize for Fiction. Hennes  2066. Comença l'etapa de correcció (2066. Straffets begynnelseår) och Presage, handlar om våld i nära relationer. Båda har översatts till engelska. Hon har även publicerat artiklar och essäer, som The Mother Tongue in Foreign Lands eller om staden Shanghai, A Catalyst City for Creativity har översatts till spanska, engelska, franska, tyska, italienska, polska, kinesiska, lettiska och nederländska.
Hennes första roman Els nens de l'Elisa kom trea bland finalisterna i 24e Ramon Llull Prize för katalansk litteratur. L'escriptora morta (The Dead Writer, 2020) om processen för litterär skapande publicerades 2008 och Núvols baixos (Lowering Clouds, 2020) om en bisexuell mogen skådespelerska med LGBT-bakgrund bland andra komplott som Alzheimers sjukdom, 2009. La mirada del fill, en roman om adoption, generationsproblem mellan mödrar och döttrar och klassisk balettdansör publicerades 2012. Idag översätts några av hennes romaner till engelska, spanska, portugisiska, italienska, franska, tyska, holländska eller grekiska också. Enligt flera akademiska tidskrifter om litteratur betraktas Años verk som "ett av de stora löftena från den samtida berättelsen för katalansk litteratur." Hennes sista verk är en biografi om den judiska manusförfattaren och den intellektuella Salka Viertel El salon de los artistas exiliados en California (The Salon of Exiled Artists in California, 2020).

## Utmärkelser
2016 fick Añó en utmärkelse av kulturföreningen Nuoren Voiman Liitto i Sysmä, Finland. Samma år fick hon ett stipendium från Shanghai Writing Program i Shanghai, Kina. 2017 fick hon en utmärkelse från Baltic Centre for Writers and Translators i Visby, Sverige. Senare på hösten erhöll hon också en utmärkelse från International Writer's and Translators' Center på Rhodos i Grekland. 2018 fick hon ett bostadsstipendium i Krakow från UNESCO City of Literature i Polen och 2019 fick hon en utmärkelse från IWTH i Ventspils, Lettland.